# Cristina Correnti
Maria Cristina Correnti (Messina, 21 novembre 1972) è un'ex cestista e dirigente sportiva italiana.
Ha giocato in Serie A1 per dieci anni ed è la seconda giocatrice siciliana che ha segnato il maggior numero di punti nella categoria. Ricopre la carica di presidente del comitato regionale Sicilia della FIP dal 2020.

## Carriera

### Giocatrice
Guardia di 178 cm. Ha vinto il campionato italiano con Taranto nel 2002-2003. È stata medaglia d'oro alle Universiadi di Fukuoka 1995.
Nel 1996 ha vinto il premio dell'anno per il basket dell'Unione Stampa Sportiva Italiana della Sicilia.

### Dirigente
(Gaetano Gebbia)
Nel 2016, ha rifondato la P.C.R. Messina per fare attività giovanile e minibasket.
Eletta come consigliere regionale della FIP Sicilia nel 2016, nel marzo 2019 si è dimessa. Il 6 settembre 2020 è eletta presidentessa del Comitato Regionale Sicilia della FIP. È stata poi nominata commissario straordinario nel 2021 e rieletta nel 2022 e nel 2024.

## Statistiche

### Presenze e punti nei club
Statistiche aggiornate al 30 giugno 2020
| Stagione        | Squadra           | Competizione | Partite | Partite | Partite | Statistiche tiro | Statistiche tiro | Statistiche tiro | Altre statistiche | Altre statistiche | Altre statistiche | Altre statistiche | Altre statistiche |
| Stagione        | Squadra           | Competizione | Pres.   | Titol.  | Minuti  | Tiri da 2        | Tiri da 3        | Liberi           | Rimb.             | Assist            | Rubate            | Stopp.            | Punti             |
| --------------- | ----------------- | ------------ | ------- | ------- | ------- | ---------------- | ---------------- | ---------------- | ----------------- | ----------------- | ----------------- | ----------------- | ----------------- |
| 1994-1995       | GSM83 Messina     | Serie A1     | 32      |         | 945     | 63/130           | 51/152           | 37/46            | 49                | 13                | 34                | 0                 | 316               |
| 1995-1996       | Dacca Messina     | Serie A1     | 28      |         | 870     | 49/113           | 52/164           | 38/49            | 58                | 12                | 41                | 0                 | 292               |
| 1996-1997       | Fontalba Messina  | Serie A1     | 22      |         | 716     | 41/98            | 35/82            | 43/56            | 34                | 8                 | 26                | 0                 | 230               |
| 1997-1998       | Giano Messina     | Serie A1     | 17      |         | 551     | 43/96            | 27/67            | 29/47            | 53                | 4                 | 26                | 0                 | 196               |
| 1998-1999       | Eurohard Messina  | Serie A1     | 26      |         | 830     | 54/122           | 35/99            | 42/51            | 42                | 18                | 36                | 0                 | 255               |
| 1999-2000       | PCR Messina       | Serie A1     | 28      |         | 1.051   | 55/170           | 51/162           | 81/112           | 111               | 31                | 37                | 0                 | 344               |
| 2000-2001       | Carinweb Messina  | Serie A1     | 26      |         | 835     | 28/92            | 30/106           | 35/42            | 63                | 15                | 49                | 0                 | 181               |
| 2001-2002       | Rescifina Messina | Serie A1     | 18      |         | 499     | 23/54            | 35/97            | 19/26            | 44                | 10                | 17                | 0                 | 170               |
| 2002-2003       | Cras Taranto      | Serie A1     | 29      |         | 567     | 19/56            | 33/79            | 25/29            | 40                | 16                | 18                | 0                 | 162               |
| 2003-2004       | Levoni Taranto    | Serie A1     | 7       |         | 48      | 0/3              | 2/7              | 2/2              | 3                 | 0                 | 5                 | 0                 | 8                 |
| Totale carriera |                   |              |         |         |         |                  |                  |                  |                   |                   |                   |                   |                   |

### Cronologia presenze e punti in Nazionale
| Cronologia completa delle presenze e dei punti in Nazionale - Italia | Cronologia completa delle presenze e dei punti in Nazionale - Italia | Cronologia completa delle presenze e dei punti in Nazionale - Italia | Cronologia completa delle presenze e dei punti in Nazionale - Italia | Cronologia completa delle presenze e dei punti in Nazionale - Italia | Cronologia completa delle presenze e dei punti in Nazionale - Italia | Cronologia completa delle presenze e dei punti in Nazionale - Italia | Cronologia completa delle presenze e dei punti in Nazionale - Italia |
| Data                                                                 | Città                                                                | In casa                                                              | Risultato                                                            | Ospiti                                                               | Competizione                                                         | Punti                                                                | Note                                                                 |
| -------------------------------------------------------------------- | -------------------------------------------------------------------- | -------------------------------------------------------------------- | -------------------------------------------------------------------- | -------------------------------------------------------------------- | -------------------------------------------------------------------- | -------------------------------------------------------------------- | -------------------------------------------------------------------- |
| 19/05/1995                                                           | Messina                                                              | Giappone                                                             | 78 - 70                                                              | Italia                                                               | Torneo amichevole                                                    | 2                                                                    | [ 23 ]                                                               |
| 20/05/1995                                                           | Messina                                                              | Croazia                                                              | 76 - 67                                                              | Italia                                                               | Torneo amichevole                                                    | 4                                                                    | [ 24 ]                                                               |
| 21/05/1995                                                           | Messina                                                              | Russia                                                               | 70 - 79                                                              | Italia                                                               | Torneo amichevole                                                    | 4                                                                    | [ 25 ]                                                               |
| 29/11/1997                                                           | Codroipo                                                             | Zagabria Osiguranje                                                  | 78 - 74                                                              | Italia                                                               | Amichevole                                                           | 3                                                                    | [ 26 ] [ 27 ]                                                        |
| Totale                                                               |                                                                      | Presenze                                                             | 4                                                                    |                                                                      | Punti                                                                | 13                                                                   |                                                                      |

## Palmarès

### Club
- Campionato italiano: 1
Cras Taranto: 2002-03

### Nazionale
- Universiadi: 1 oro
Giappone 1995